# Јефимија (име)
Јефимија је женско српско, хришћанско име. Потиче од грчког имена „Euphemia“, што значи „да говори добро“. Према једном тумачењу, описује пристојну, пријатну, благу и узвишену особу. Име се може довести и у везу са термином „еуфемизам“, јер може имати и значење „она која лепо пева молитвене песме“. Име постоји и у Хрватској и то најчешће у Ријеци, али је веома ретко.

## Историјат
У историји Срба је позната Јефимија супруга деспота Угљеше, која се после Косовске битке 1389. закалуђерила и живела у манастиру Љубостиња. Године 1402. извезла је златом на свили „Похвалу кнезу Лазару“, необично ремек-дело књижевности тог доба. Име Јефимија се налази у верском календару Српске православне цркве.

## Изведена имена
Од овог имена изведена су имена Еуфинија, Фема и Фемка.